# 1903 en bande dessinée
| Années de la bande dessinée : 1900 - 1901 - 1902 - 1903 - 1904 - 1905 - 1906    |
| Décennies de la bande dessinée : 1870 - 1880 - 1890 - 1900 - 1910 - 1920 - 1930 |

Cet article présente les faits marquants de l'année 1903 en bande dessinée.

## Évènements
- Gustave Verbeck commence la publication de The Upside-Downs of Little Lady Lovekins and Old Man Muffaroo, strips dessinés comme des palindromes.

## Nouveaux albums
Voir aussi : Bandes dessinées des années 1900
| Sortie | Titre       | Scénariste | Dessinateur | Coloriste | Éditeur |
| ------ | ----------- | ---------- | ----------- | --------- | ------- |
| ?      | à compléter |            |             |           |         |
| ?      | …           |            |             |           |         |

## Naissances
- 3 janvier : Brantonne
- 25 février : Darrell McClure, auteur de comic strips
- 22 mars : Bill Holman
- 22 août : Jerry Iger, auteur de comics